# Salão Internacional de Automóvel Norte-Americano
O Salão Internacional do Automóvel Norte Americano - North American International Auto Show (anteriormente referido como Detroit Auto Show e usualmente abreviado como NAIAS) é uma exposição automobilística que ocorre anualmente em Detroit, Michigan.

## História
O primeiro NAIAS ocorreu no mês de dezembro de 1907, organizado pela "DADA" (Detroit Area Dealer Association) no Riverview Park. Depois que este evento foi realizado, ele teve um crescimento e se tornou regional com 17 expositores. Após alguns anos o salão tornou-se muito popular, e recebendo 60 expositores.